# 一文钱
一文钱（学名：Stephania delavayi）为防己科千金藤属的植物。分布在中国大陆的贵州、云南、四川等地，生长于海拔200米至2,900米的地区，见于园篱、灌丛以及路边。

## 别名
小寒药（四川）

## 異名
- Stephania graciliflora Yamamoto[1]